# Sverre Berg-Johannesen
Sverre Berg-Johannesen (14 ottobre 1902 – 26 maggio 1954) è stato un calciatore norvegese, di ruolo attaccante.

## Carriera

### Club
Berg-Johannesen  vestì la maglia dello Stavanger.

### Nazionale
Disputò 13 partite per la Norvegia, con 3 reti all'attivo. Debuttò il 26 giugno 1927, nella sconfitta per 3-5 contro la Svezia. Il 23 giugno 1929, invece, arrivò la prima rete: fu autore di un gol nel successo per 2-5 sulla Danimarca, a Copenaghen.